# Youghiogheny
Youghiogheny – rzeka w amerykańskich stanach Wirginia Zachodnia, Maryland i Pensylwania, prawy dopływ rzeki Monongahela.

## Linki zewnętrzne

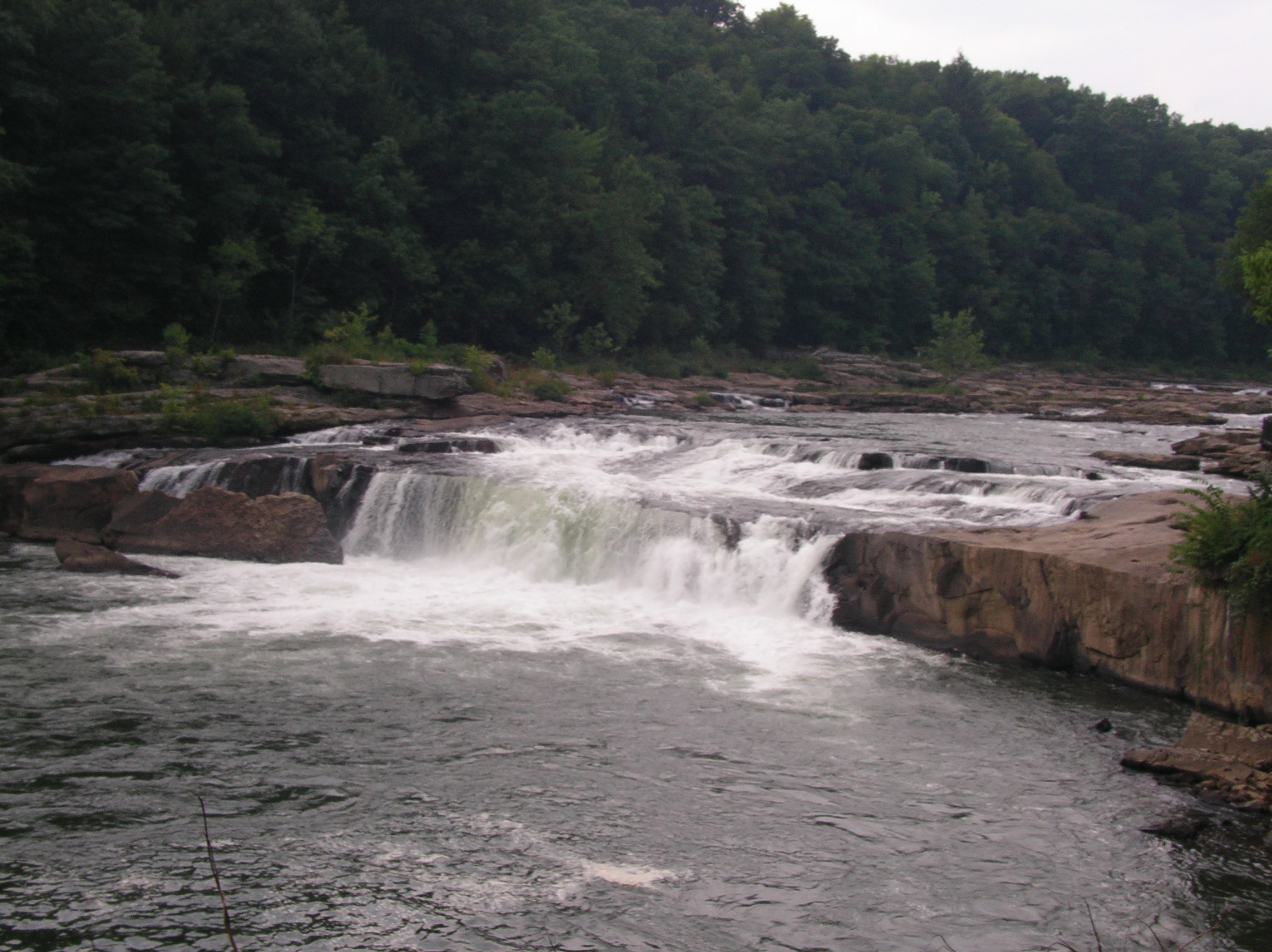
Wodospad na rzece Youghiogheny